# 11051 Racine
11051 Racine este o planetă minoră (asteroid), cu un diametru de 7,126 km, din centura de asteroizi. A fost descoperită pe 15 noiembrie 1990 la Observatorul European Austral de Eric Walter Elst și a fost numită după Jean Racine. 
Obiectul prezintă o orbită caracterizată de o semiaxă mare de 3,0311282 UAi, o excentricitate de 0,06, o înclinație de 9,42946 ° în raport cu ecliptica.